# 中山眞之亮
中山 眞之亮（なかやま しんのすけ、慶応2年5月7日（1866年6月19日） - 大正3年（1914年）12月31日）は、日本の宗教家。天理教の初代真柱。初代管長。
大和国（奈良県天理市）出身。別名は中山新治郎（なかやま しんじろう）。

## 生涯
1866年（慶応2年）5月7日、大和国添上郡櫟本村（現天理市櫟本町）で鍛冶屋を生業とする梶本惣治郎と天理教教祖の中山みきの三女、はるの三男として生まれた。眞之亮の名前の由来は、母はるが懐妊中よりみきが「今度、おはるには、前川の父の魂を宿し込んだ。しんばしらの眞之亮やで」と語った事からきている。しかしながら、明治元年の奈良県令で亮、衛門の廃止が布令され、新治郎に改めた。本人は公的な書類などでは新治郎を用いたが、一生涯、通名として眞之亮を使い続けた。人々は、教長、本部長、管長などの役職名で呼ぶこともあった。
眞之亮は明治13年（1880年）、15歳のときに中山家に入籍、養子となる。この際、天理教では神意に従ったとされている。教祖の息子中山秀司が1881年（明治14年）に死去した事をきっかけに、翌15年に17歳で中山家の戸主となる。この年、秀司の妻、まつゑも死去したために、「道のしんばしら」として、天理教初代管長に就任したとなった。
中山家に入ってから死去するまでの眞之亮の人生は、ちょうど天理教の教団草創期であり、波瀾万丈であった。この頃から警察の取り調べも熾烈になり、その対応に苦心した。こうしたことから度重なる警察の取締りを避けるために、教会設置公認運動の中心となって活動した。1888年（明治21年）には教祖没後1周年を機に予定した「教祖1年祭」が警察の圧力により中止させられるなど、様々な問題・事件が起き、その解決に精励しながら、神道本局、さらには認可が下りなかった東京府の許可を取り付け、7月には本部を現在の場所に移転し、同年11月30日には「天理教教会規約」を制定するなど、教会本部の礎を築いた。
しかしながら、急速に発展していく天理教に対して、明治政府は干渉するようになり、明治29年（1896年）4月6日に発布された内務省秘密訓令甲第12号により、再び厳しい弾圧を受け、さらには同年11月に神道本局よりも、以後三年間の新規教会設置の禁止をうける。眞之亮はその対応に苦慮した。これをうけて、教内でも一派独立の声が高まり、明治32年（1899年）5月に神道本局管長・稲葉正善より、一派独立の推薦もあって、独立運動を展開し度重なる不認可を経て、五回目の請願の際には自ら上京して奔走し、明治41年(1907年）11月の一派独立に尽力した。一派独立後は教会本部の環境整備につとめ、神殿の普請が進められ、大正3年に完了した。
「みかぐらうた」本とその解釈本の公刊、「天理教教典（「明治教典」と呼ばれるもの。現在公刊されている天理教教典とは一部の内容が大きく異なる）」の公布、教義の整備、機関誌「みちのとも」創刊、男女平等の教えの実践を目的とした天理教婦人会の創立、海外への布教、天理教校・天理高等学校開設などに力を注いだ。
1914年（大正3年）12月31日、49歳で死去した。

## 家族
自身は天理教教祖の中山みきの孫に当たる。1890年（明治23年）12月7日に教祖・中山みきの孫で自身の従姉妹の中山たまへと結婚、長男で後の真柱・正善と天理教婦人会第三代会長の玉千代をもうけている。
兄弟には天理教の要職を歴任した実弟の梶本楢治郎のほか、生まれ変わったとされる兄の亀蔵、松治郎、たけ、ひさがいる。

## 略歴
- 1866年（慶応02年）05月07日 - 梶本家三男として出生。
- 1880年（明治13年）- 中山家にうつる。翌年9月23日に入籍。
- 1882年（明治15年）- 中山家の家督を相続、実質的に真柱となる。
- 1884年（明治17年）- 「天輪教会創立事務所」設置、以後教会設置認可運動が本格化する。
- 1887年（明治20年）02月18日 - 教祖・中山みき死去、享年90。以後、飯降伊蔵が本席となる。
- 1888年（明治21年）03月30日 - 天理教会設立願書提出のために上京、同年4月に神道直轄天理教会認可。
- 1891年（明治23年）12月07日 - 中山たまへと結婚。翌年、教祖5年祭実施。
- 1897年（明治29年）04月06日 - 内務省からいわゆる秘密訓令甲第12号発布、連日会議で眞之亮は諸事改革を決議、天理王命を天理大神に改称。
- 1900年（明治33年）04月 - 天理教校開校、入学者110名、真柱も自ら教壇にたつ。
- 1904年（明治36年）05月29日 - 一派独立運動請願資料として『天理教教典』（明治教典）編纂、時代背景もあり独自色は薄れ、尊皇や愛国など神道理念が中心となる。
- 1909年（明治41年）04月01日 - 旧制天理中学校（後の天理高校)開校、9月には天理教校別科開設。
- 1909年（明治41年）11月27日 - 天理教一派独立、「神道直轄天理教会本部」は「天理教教会本部」に改称、同時に中山新治郎として正式に天理教管長に就任、天理教庁設置、同年12月天理教教規制定。
- 1911年（明治43年）- このころより、病気がちになる。翌年、神殿建築起工式実施。
- 1914年（大正03年）04月 - 大正普請竣工、同年12月31日、49歳で死去。